# Simonetta Vespucciová
Simonetta Vespucciová (nepřechýleně Vespucci), rozená Cattaneo (asi 1453 Janovská republika – 26. dubna 1476 Florencie) byla italská šlechtična, proslulá kráska své doby známá jako Bella Simonetta nebo La Sans Par (Nesrovnatelná), která inspirovala díla řady renesančních umělců.

## Život
Pocházela ze vznešeného rodu Cattaneo, narodila se na ligurském pobřeží, pravděpodobně v Janově – Angelo Poliziano ji proto ve své básni Stanze per la Giostra přirovnal k mytologické bohyni lásky Venuši, která se „také vynořila z moře“. V roce 1469 se provdala za Marca Vespucciho, příslušníka prominentní florentské rodiny, ze které pocházel i cestovatel Amerigo Vespucci, který pobýval v Janově jako praktikant v Banco di San Giorgio. Manželský pár se po sňatku usadil ve Florencii, kde se stala Simonetta pro svou jemnou tvář a plavé vlasy předmětem všeobecného obdivu. K jejím ctitelům patřil i příslušník vládnoucího rodu Julián Medicejský, který na rytířském turnaji vystupoval pod zobrazením Simonetty jako bohyně Minervy; zda mezi nimi existoval i milostný poměr, není dokázáno. Simonettu znal také malíř Sandro Botticelli; neví se, zda mu seděla modelem, ale ve prospěch domněnky hovoří obraz Venuše a Mars, na němž je zobrazeno vosí hnízdo (příjmení Vespucci pochází z italského slova vespa, což znamená „vosa“). Podle toho by Simonetta byla zobrazena i na Portrétu mladé ženy a Zrození Venuše. Také žena na Ghirlandaiově fresce Madonny bývá některými kunsthistoriky označována za Vespucciovou. Naproti tomu obraz Kleopatry, jehož autorem byl Piero di Cosimo, je se Simonettou spojován spíše neprávem: jednak vznikl řadu let po její smrti, jednak je na něm vyobrazena s odhalenými ňadry, což bylo pro urozenou ženu nepřijatelné. Autor se zřejmě jen inspiroval ideálním typem ženy, který znal od Botticelliho.
Simonetta zemřela na tuberkulózu ve věku 23 let. Po velkolepém obřadu byla pohřbena v chrámu Ognissanti (Botticelli se později nechal pochovat v její blízkosti). Lorenzo I. Medicejský údajně složil na její smrt sonet O chiara stella, che coi raggi tuoi.